# اسمالت (میزوری)
اسمالت (به انگلیسی: Smallett) یک منطقهٔ مسکونی در ایالات متحده آمریکا است که در شهرستان داگلاس، میزوری واقع شده‌است. اسمالت ۳۲۲ متر بالاتر از سطح دریا واقع شده‌است.